# Kumykische Sprache
Die kumykische Sprache (Eigenbezeichnung: къумукъ тили /qumuq tili/) oder kurz Kumykisch ist eine kiptschakische Sprache der pontisch-kaspischen Untergruppe. Als solche gehört diese Sprache zu den Turksprachen.

## Hauptverbreitungsgebiet
Das Hauptverbreitungsgebiet dieser Sprache befindet sich im östlichen Teil des Nordkaukasus. Dort wird Kumykisch vor allem in der Republik Dagestan gesprochen, wo die Sprache einen offiziellen Status besitzt. Das Zentrum der Kumyken stellt dabei die Küstenregion zum Kaspischen Meer dar. Weitere Sprechergemeinden finden sich in Tschetschenien, Inguschetien sowie in Nordossetien-Alanien. Darüber hinaus leben Kumyken als Migranten in vielen weiteren Regionen Russlands. Hervorzuheben ist hier insbesondere die Oblast Tjumen, wo sich bei der Volkszählung 2010 fast 20.000 Menschen als Kumyken identifizierten. Eine Zeit lang fungierte Kumykisch als eine Art „lingua franca“ in der Kaukasusregion und weist viele Übereinstimmungen mit den benachbarten Turksprachen auf.

## Alternative Bezeichnungen
Eine veraltete Bezeichnung für diese Sprache ist Tatarisch oder Bergtatarisch. Mit dieser Bezeichnung wurden fälschlicherweise alle Turksprachen der Region zusammengefasst. Ferner wird Kumykisch auch vielfach Kumükisch geschrieben.
In der Türkei wird diese Sprache grundsätzlich nur als kumuk türkçesi „Kumuk-Türkisch“ bezeichnet.

## Klassifizierungsmöglichkeiten
Die kumykische Sprache wird unterschiedlich klassifiziert. Das Fischer Lexikon Sprachen (1987) listet diese Sprache innerhalb der Turksprachen wie folgt ein.
- Turksprachen

- Westlicher Zweig

- Bulgarische Gruppe

- Oghusische Gruppe
- Kiptschakische Gruppe
- Kiptschak-oghusische Gruppe

- Kumykisch

Dagegen klassifiziert das Metzler Lexikon Sprache (1993) die Sprache so:
- Turksprachen

- Südwesttürkisch (Oghusisch)
- Osttürkisch (Karlukisch)
- Westtürkisch (Kiptschakisch)

- Uralisch (Kiptschak-Bulgarisch)
- Pontisch-Kaspisch (Kiptschak-Oghusisch)

- Kumykisch

Die aktuelle Klassifikation ist im Artikel Turksprachen aufgeführt.

## Dialekte und Alphabete

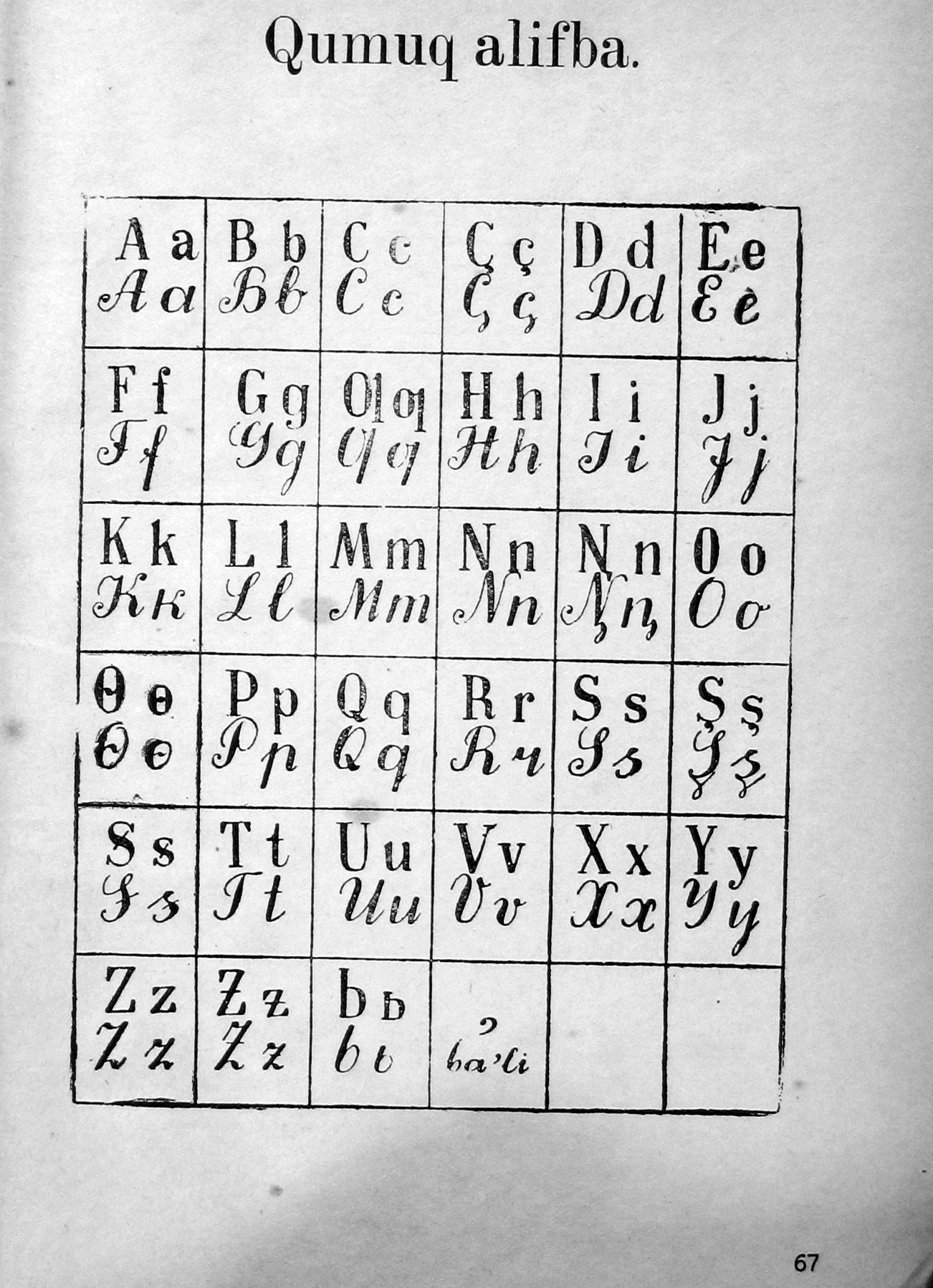
Das kumykische Alphabet von 1935

Die kumykische Sprache ist dialektal gegliedert. Die wichtigsten Dialekte sind:
1. Chasawjurt (auch „Khasavyurt“ und „Qasav-Yurt“ geschrieben), der Norddialekt und Übergangssprache zum Nogaisch. Auf der Basis dieses Dialektes wurde die heutige Schriftsprache geschaffen
2. Buinak (auch „Buynak“ geschrieben), der Zentraldialekt
3. Chaidak (auch „Kaytak“ und „Qaidak“ geschrieben), der Süddialekt

Das Kumykische gehört zwar dem südwestlichen Zeig der Turksprachen an, zeigt aber eine große Gemeinsamkeit mit dem Aserbaidschanischen auf, von dem es vor allem in den 1920er Jahren stark beeinflusst wurde. Die nachfolgende Tabelle zeigt einige Beispiele, wo Kumykisch dem Aserbaidschanischen und dem Türkischen gegenübergestellt wird. Der besseren Vergleichbarkeit willen wird das Kumykische hier in lateinischen Buchstaben dargestellt:
| Kumykisch  | Aserbaidschanisch         | Türkisch     | Übersetzung        |
| ---------- | ------------------------- | ------------ | ------------------ |
| gelecekmen | gələcəyəm / gələcəm       | geleceğim    | Ich werde kommen.  |
| gelecekbiz | gələcəyik                 | geleceğiz    | Wir werden kommen. |
| geleceksiz | gələcəksiz / gələcəksiniz | geleceksiniz | Ihr werdet kommen. |

Die kumykische Sprache bildet wohl ein Übergangsgebiet des Kiptschak- in das Oghus-türkische Sprachgebiet. Als deren nächste Verwandte gelten Nogaisch und Karatschai-Balkarisch.
Als Schriftsprache bedienten sich die Kumyken im 13. Jahrhundert des klassischen Persischen. Ab dem 15. Jahrhundert wurde auch das Tschagataisch als übergeordnete Sprache eingeführt; Persisch war nur noch die Sprache der Poesie und der Wissenschaft.
Mit der Russischen Eroberung des Kaukasus wurde Russisch zur lingua franca im Kaukasus. Im späten 19. Jahrhundert wurde im Zuge der Nationalisierung der Völker des Russischen Reiches auch ihre Sprache zur eigenständigen Schriftsprache erhoben, die mit dem arabischen Alphabet und den im Persischen üblichen Zusatzzeichen geschrieben wurde.
Im Jahre 1929 übernahmen auch die Kumyken die Latinisierung der nichtslawischen Völker Russlands, als sie das „einheitliche Turksprachige Alphabet“ zur Schreibung ihrer Sprache einführten. Zur Jahreswende 1937/1938 wurde Kumykisch auf ein angepasstes kyrillisches Alphabet umgestellt, welches bis heute beibehalten wurde.
1988/89 forderten einige Kreise der kumykischen Bevölkerung die Rückkehr zur arabischen Schrift und in den 1990er Jahren experimentierten die Kumyken mit einigen Lateinalphabeten. Keines dieser Schriftsysteme (arabisch und lateinisch) vermochten die kyrillische Schrift zu verdrängen, auch weil staatliche Stellen diesen Projekten ablehnend gegenüberstanden. So schreiben die Kumyken bis heute mit dem kyrillischen Alphabet. Panturkisten benutzen heute vielfach die moderne türkische Schriftsprache, um ihre Ziele und Programme im Internet zu propagieren.
Modernes kumykisches Alphabet:
| А а | Б б | В в   | Г г | Гъ гъ | Гь гь | Д д   | Е е |
| Ё ё | Ж ж | З з   | И и | Й й   | К к   | Къ къ | Л л |
| М м | Н н | Нг нг | О о | Оь оь | П п   | Р р   | С с |
| Т т | У у | Уь уь | Ф ф | Х х   | Ц ц   | Ч ч   | Ш ш |
| Щ щ | Ъ ъ | Ы ы   | Ь ь | Э э   | Ю ю   | Я я   |     |

Der Sprachcode ist KSK.

## Sprachpolitik
In den 1920er Jahren wurde versucht, das Kumykische als Hauptumgangssprache in Dagestan zu etablieren, dieses Projekt wurde jedoch zugunsten des Russischen aufgegeben.